# Agència de Thana
L'agència de Thana fou una entitat política britànica a l'Índia, formada únicament pel principat de Jawhar. El control del principat en qualitat d'agent corresponia al col·lector de Thana.